# العتبة جزاز (فلم)
العتبة جزاز هو فيلم مصري عرض عام 1969، بطولة فؤاد المهندس وشويكار، ومن إخراج نيازي مصطفى.

## قصة الفيلم
يزاول أفراد شبكة تجسس نشاطهم في أحد الملاهي ويرأسها عباس الذي لا يرتاح لعميل المنظمة ماكس فيأمر أعوانه بقتله. تجند أجهزة الأمن هدى لصالحهم فهي مساعدة عباس. يتردد عبد الحفيظ الشبيه بماكس علي الملهي ويتوهم أفراد الشبكة أنه لم يمت . تستغل أجهزة الأمن ذلك فيطلبون من عبد الحفيظ التمادي في تمثيل دور ماكس حتي يعرفون أسرار الشبكة وتحركاتها وبالفعل تقع في قبضتهم.

## طاقم التمثيل
- فؤاد المهندس: (عبد الحفيظ / ماكس)
- شويكار: (هدى)
- محمد رضا: (بيومي الملواني - المقاول)
- حسن مصطفى: (الباشكاتب فرغلي)
- زوزو شكيب: (عمّة عبد الحفيظ)
- نورا: (عزيزة)
- عبد الله فرغلي: (مهزوز - الطبيب النفسي)
- سيد زيان: (برعي - من العصابة)
- سلامة إلياس: (عباس - رئيس العصابة في مصر)
- علي جوهر: (سكاليو - زعيم العصابة)
- محمد سلطان: (الضابط رفعت)
- حسين زايد: (إبراهيم - من عصابة عباس)
- إسكندر منسي: (موظف الأرشيف)
- علي الجندي
- محمد بهجت
- محمد الحلو
- سيد إبراهيم
- حسن أنيس
- أمين عنتر
- حسني كلود
- أحمد شكري
- مرسي الحطاب
- حسين المليجي
- فاتن فريد: (المطربة)
- منى إبراهيم: (راقصة)
- نوال الصغيرة: (راقصة)

## فريق العمل
- إخراج: نيازي مصطفى
- قصة وحوار: عبد المنعم مدبولي
- سيناريو: عبد الحي أديب
- مدير التصوير: سعيد بكر
- مونتاج: عبد العزيز فخري، جلال مصطفى
- إنتاج: أفلام جمال الليثي
- توزيع داخلي: أفلام جمال الليثي
- توزيع خارجي: بيترا فيلم
- تأليف الأغاني: حسين السيد
- ألحان الأغاني: منير مراد

## روابط خارجية
- مقالات تستعمل روابط فنية بلا صلة مع ويكي بيانات